# Atletiek op de Olympische Zomerspelen 1952
Atletiek is een van de sporten die beoefend werden tijdens de Olympische Zomerspelen 1952 in Helsinki.

## Heren

### 100 m
| rang   | sporter(s)               | land | tijd |
| ------ | ------------------------ | ---- | ---- |
| Goud   | Lindy Remigino           | USA  | 10.4 |
| Zilver | Herb McKenley            | JAM  | 10.4 |
| Brons  | Emmanuel McDonald Bailey | GBR  | 10.4 |
| 4      | Dean Smith               | USA  | 10.4 |
| 5      | Vladimir Soecharev       | URS  | 10.5 |
| 6      | John Treloar             | AUS  | 10.5 |

### 200 m
| rang   | sporter(s)               | land | tijd    |
| ------ | ------------------------ | ---- | ------- |
| Goud   | Andy Stanfield           | USA  | OR 20.7 |
| Zilver | Thane Baker              | USA  | 20.8    |
| Brons  | James Gathers            | USA  | 20.8    |
| 4      | Emmanuel McDonald Bailey | GBR  | 21.0    |
| 5      | Leslie Laing             | JAM  | 21.2    |
| 6      | Gerardo Bönnhoff         | ARG  | 21.3    |

### 400 m
| rang   | sporter(s)          | land | tijd    |
| ------ | ------------------- | ---- | ------- |
| Goud   | George Rhoden       | JAM  | OR 45.9 |
| Zilver | Herb McKenley       | JAM  | OR 45.9 |
| Brons  | Ollie Matson        | USA  | 46.8    |
| 4      | Karl-Friedrich Haas | GER  | 47.0    |
| 5      | Arthur Wint         | JAM  | 47.0    |
| 6      | Mal Whitfield       | USA  | 47.1    |

### 800 m
| rang   | sporter(s)       | land | tijd      |
| ------ | ---------------- | ---- | --------- |
| Goud   | Mal Whitfield    | USA  | OR 1:49.2 |
| Zilver | Arthur Wint      | JAM  | 1:49.4    |
| Brons  | Heinz Ulzheimer  | GER  | 1:49.7    |
| 4      | Gunnar Nielsen   | DEN  | 1:49.7    |
| 5      | Albert Webster   | GER  | 1:50.2    |
| 6      | Günther Steines  | GER  | 1:50.6    |
| 7      | Reginald Pearman | USA  | 1:52.1    |
| 8      | Lars Wolfbrand   | SWE  | 1:52.1    |

### 1500 m
| rang   | sporter(s)         | land | tijd      |
| ------ | ------------------ | ---- | --------- |
| Goud   | Josy Barthel       | LUX  | OR 3:45.2 |
| Zilver | Bob McMillen       | USA  | OR 3:45.2 |
| Brons  | Werner Lueg        | GER  | 3:45.4    |
| 4      | Roger Bannister    | GBR  | 3:46.0    |
| 5      | Patrick El Mabrouk | FRA  | 3:46.0    |
| 6      | Rolf Lamers        | GER  | 3:46.8    |
| 7      | Olov Åberg         | SWE  | 3:47.0    |
| 8      | Ingvar Ericsson    | SWE  | 3:47.6    |

### 5000 m
| rang   | sporter(s)           | land | tijd       |
| ------ | -------------------- | ---- | ---------- |
| Goud   | Emil Zátopek         | TCH  | OR 14:06.6 |
| Zilver | Alain Mimoun         | FRA  | 14:07.4    |
| Brons  | Herbert Schade       | GER  | 14:08.6    |
| 4      | Gordon Pirie         | GBR  | 14:18.0    |
| 5      | Christopher Chataway | GBR  | 14:18.0    |
| 6      | Leslie Perry         | AUS  | 14:23.6    |
| 7      | Ernö Béres           | HUN  | 14:24.8    |
| 8      | Åke Andersson        | SWE  | 14:27.8    |

### 10000 m
| rang   | sporter(s)          | land | tijd       |
| ------ | ------------------- | ---- | ---------- |
| Goud   | Emil Zátopek        | TCH  | OR 29:17.0 |
| Zilver | Alain Mimoun        | FRA  | 29:32.8    |
| Brons  | Aleksandr Anufrijev | URS  | 29:48.2    |
| 4      | Hannu Posti         | FIN  | 29:51.4    |
| 5      | Frank Sando         | GBR  | 29:51.8    |
| 6      | Valter Nyström      | SWE  | 29:54.8    |
| 7      | Gordon Pirie        | GBR  | 30:04.2    |
| 8      | Fred Norris         | GBR  | 30:09.8    |

### marathon
| rang   | sporter(s)      | land | tijd         |
| ------ | --------------- | ---- | ------------ |
| Goud   | Emil Zátopek    | TCH  | OR 2:23:03.2 |
| Zilver | Reinaldo Gorno  | ARG  | 2:25:35.0    |
| Brons  | Gustaf Jansson  | SWE  | 2:26:07.0    |
| 4      | Choi Yoon-chil  | KOR  | 2:26.36.0    |
| 5      | Veikko Karvonen | FIN  | 2:26.41.8    |
| 6      | Delfo Cabrera   | ARG  | 2:26:42.4    |
| 7      | József Dobronyi | HUN  | 2:28:04.8    |
| 8      | Erkki Puolakka  | FIN  | 2:29:35.0    |

### 110 m horden
| rang   | sporter(s)          | land | tijd    |
| ------ | ------------------- | ---- | ------- |
| Goud   | Harrison Dillard    | USA  | OR 13.7 |
| Zilver | Jack Davis          | USA  | OR 13.7 |
| Brons  | Arthur Barnard      | USA  | 14.1    |
| 4      | Jevgeni Boelantsjik | URS  | 14.5    |
| 5      | Kenneth Doubleday   | AUS  | 14.7    |
| 6      | Raymond Weinberg    | AUS  | 14.8    |

### 400 m horden
| rang   | sporter(s)      | land | tijd    |
| ------ | --------------- | ---- | ------- |
| Goud   | Charles Moore   | USA  | OR 50.8 |
| Zilver | Joeri Litoejev  | URS  | 51.3    |
| Brons  | John Holland    | NZL  | 52.2    |
| 4      | Anatoli Joelin  | URS  | 52.8    |
| 5      | Harry Whittle   | GBR  | 53.1    |
| 6      | Armando Filiput | ITA  | 54.4    |

### 3000 m steeple chase
| rang   | sporter(s)         | land | tijd      |
| ------ | ------------------ | ---- | --------- |
| Goud   | Horace Ashenfelter | USA  | OR 8:45.4 |
| Zilver | Vladimir Kazantsev | URS  | 8:51.6    |
| Brons  | John Disley        | GBR  | 8:51.8    |
| 4      | Olavi Rinteenpää   | FIN  | 8:55.2    |
| 5      | Curt Söderberg     | SWE  | 8:55.6    |
| 6      | Günther Hesselmann | GER  | 8:55.8    |
| 7      | Mikhail Saltykov   | URS  | 8:56.2    |
| 8      | Helmut Gude        | GER  | 9:01.4    |

### 4x100 m estafette
| rang   | sporter(s)                                                       | land | tijd |
| ------ | ---------------------------------------------------------------- | ---- | ---- |
| Goud   | Dean Smith Harrison Dillard Lindy Remigino Andy Stanfield        | USA  | 40.1 |
| Zilver | Boris Tokarjev Lev Kaljajev Levan Sanadze Vladimir Soecharev     | URS  | 40.3 |
| Brons  | László Zarándi Géza Varasdi György Csányi Béla Goldoványi        | HUN  | 40.5 |
| 4      | Emmanuel McDonald Bailey William Jack John Gregory Brian Shenton | GBR  | 40.6 |
| 5      | Alain Porthault Etienne Bally Yves Camus René Bonino             | FRA  | 40.9 |
| 6      | František Brož Jiří David Miroslav Horčic Zdeněk Pospíšil        | TCH  | 41.2 |

### 4x400 m estafette
| rang   | sporter(s)                                                              | land | tijd      |
| ------ | ----------------------------------------------------------------------- | ---- | --------- |
| Goud   | Arthur Wint Leslie Laing Herb McKenley George Rhoden                    | JAM  | WR 3:03.9 |
| Zilver | Ollie Matson Gene Cole Gerald Moore Mal Whitfield                       | USA  | 3:04.0    |
| Brons  | Hans Geister Günther Steines Heinz Ulzheimer Karl-Friedrich Haas        | GER  | 3:06.6    |
| 4      | Douglas Clement John Hutchins John Carroll (atleet) James Lavery        | CAN  | 3:09.3    |
| 5      | Leslie Lewis Alan Dick Terence Higgins Nicholas Stacey                  | GBR  | 3:10.0    |
| 6      | Jean-Pierre Goudeou Robert Bart Jacques Dégats Jean-Paul Martin du Gard | FRA  | 3:10.1    |

### 10 km snelwandelen
| rang   | sporter(s)      | land | tijd       |
| ------ | --------------- | ---- | ---------- |
| Goud   | John Mikaelsson | SWE  | OR 45:02.8 |
| Zilver | Erich Schwab    | SUI  | 45:41.0    |
| Brons  | Bruno Junk      | URS  | 45:41.0    |
| 4      | Louis Chevalier | FRA  | 45:50.4    |
| 5      | George Coleman  | GBR  | 46:06.8    |
| 6      | Ivan Jarmysh    | URS  | 46:07.0    |
| 7      | Emile Maggi     | FRA  | 46:08.0    |
| 8      | Bruno Fait      | ITA  | 46:25.6    |

### 50 km snelwandelen
| rang   | sporter(s)            | land | tijd         |
| ------ | --------------------- | ---- | ------------ |
| Goud   | Pino Dordoni          | ITA  | OR 4:28:07.8 |
| Zilver | Josef Doležal         | TCH  | 4:30:17.8    |
| Brons  | Antal Róka            | HUN  | 4:31:27.2    |
| 4      | George Whitlock       | GBR  | 4:32:21.0    |
| 5      | Sergej Lobastov       | URS  | 4:32:34.2    |
| 6      | Vladimir Oekhov       | URS  | 4:32:15.6    |
| 7      | Dumitru Paraschivescu | ROU  | 4:41:05.2    |
| 8      | Ionescu Baboie        | ROU  | 4:41:52.8    |

### hoogspringen
| rang   | sporter(s)               | land | hoogte    |
| ------ | ------------------------ | ---- | --------- |
| Goud   | Walter Davis             | USA  | OR 2.04 m |
| Zilver | Kenneth Wiesner          | USA  | 2.01 m    |
| Brons  | José Telles da Conceição | BRA  | 1.98 m    |
| 4      | Gösta Svensson           | SWE  | 1.98 m    |
| 5      | Ronald Pavitt            | GBR  | 1.95 m    |
| 6      | Ion Söter                | ROU  | 1.95 m    |
| 7      | Arnold Betton            | USA  | 1.95 m    |
| 8      | Bjørn Gundersen          | NOR  | 1.90 m    |

### polsstokhoogspringen
| rang   | sporter(s)        | land | hoogte    |
| ------ | ----------------- | ---- | --------- |
| Goud   | Bob Richards      | USA  | OR 4.55 m |
| Zilver | Donald Laz        | USA  | 4.50 m    |
| Brons  | Ragnar Lundberg   | SWE  | 4.40 m    |
| 4      | Pjotr Denissenko  | URS  | 4.40 m    |
| 5      | Valto Olenius     | FIN  | 4.30 m    |
| 6      | Bunkichi Sawada   | JPN  | 4.20 m    |
| 7      | Vladimir Brashnik | URS  | 4.20 m    |
| 8      | Viktor Knjazev    | URS  | 4.20 m    |

### verspringen
| rang   | sporter(s)           | land | afstand |
| ------ | -------------------- | ---- | ------- |
| Goud   | Jerome Biffle        | USA  | 7.57 m  |
| Zilver | Meredith Gourdine    | USA  | 7.53 m  |
| Brons  | Ödön Földessy        | HUN  | 7.30 m  |
| 4      | Ary Façanha da Sá    | BRA  | 7.23 m  |
| 5      | Jorma Valtonen       | FIN  | 7.16 m  |
| 6      | Leonid Grigorjev     | URS  | 7.14 m  |
| 7      | Karl-Erik Israelsson | SWE  | 7.10 m  |
| 8      | Paul Faucher         | FRA  | 7.02 m  |

### hink-stap-springen
| rang   | sporter(s)          | land | afstand    |
| ------ | ------------------- | ---- | ---------- |
| Goud   | Adhemar da Silva    | BRA  | WR 16.22 m |
| Zilver | Leonid Sjtsjerbakov | URS  | 15.98 m    |
| Brons  | Asnoldo Devonish    | VEN  | 15.52 m    |
| 4      | Walter Ashbaugh     | USA  | 15.39 m    |
| 5      | Rune Nilsen         | NOR  | 15.13 m    |
| 6      | Yoshio Iimuro       | JPN  | 14.99 m    |
| 7      | Geraldo de Oliveira | BRA  | 14.95 m    |
| 8      | Roger Norman        | SWE  | 14.89 m    |

### kogelstoten
| rang   | sporter(s)      | land | afstand    |
| ------ | --------------- | ---- | ---------- |
| Goud   | Parry O'Brien   | USA  | OR 17.41 m |
| Zilver | Darrow Hooper   | USA  | 17.39 m    |
| Brons  | Jim Fuchs       | USA  | 17.06 m    |
| 4      | Otto Grigalka   | URS  | 16.78 m    |
| 5      | Roland Nilsson  | SWE  | 16.55 m    |
| 6      | John Savidge    | GBR  | 16.19 m    |
| 7      | Georgi Fjodorov | URS  | 16.06 m    |
| 8      | Per Stavem      | NOR  | 16.02 m    |

### discuswerpen
| rang   | sporter(s)       | land | afstand    |
| ------ | ---------------- | ---- | ---------- |
| Goud   | Sim Iness        | USA  | OR 55.03 m |
| Zilver | Adolfo Consolini | ITA  | 53.78 m    |
| Brons  | James Dillon     | USA  | 53.28 m    |
| 4      | Fortune Gordien  | USA  | 52.66 m    |
| 5      | Ferenc Klics     | HUN  | 51.13 m    |
| 6      | Otto Grigalka    | URS  | 50.71 m    |
| 7      | Roland Nilsson   | SWE  | 50.06 m    |
| 8      | Giuseppe Tosi    | ITA  | 49.03 m    |

### kogelslingeren
| rang   | sporter(s)      | land | afstand    |
| ------ | --------------- | ---- | ---------- |
| Goud   | József Csermák  | HUN  | WR 60.34 m |
| Zilver | Karl Storch     | GER  | 58.86 m    |
| Brons  | Imre Németh     | HUN  | 57.74 m    |
| 4      | Jiří Dadák      | TCH  | 56.81 m    |
| 5      | Nikolai Redkin  | URS  | 56.55 m    |
| 6      | Karl Wolf       | GER  | 56.49 m    |
| 7      | Sverre Strandli | NOR  | 56.36 m    |
| 8      | Georgi Dybenko  | URS  | 55.03 m    |

### speerwerpen
| rang   | sporter(s)          | land | afstand    |
| ------ | ------------------- | ---- | ---------- |
| Goud   | Cyrus Young         | USA  | OR 73.78 m |
| Zilver | Bill Miller         | USA  | 72.46 m    |
| Brons  | Toivo Hyytiäinen    | FIN  | 71.89 m    |
| 4      | Viktor Tsyboelenko  | URS  | 71.72 m    |
| 5      | Branko Dangubić     | YUG  | 70.55 m    |
| 6      | Vladimir Koeznetsov | URS  | 70.37 m    |
| 7      | Ragnar Ericzon      | SWE  | 69.04 m    |
| 8      | Soini Nikkinen      | FIN  | 68.80 m    |

### tienkamp
| rang   | sporter(s)       | land | punten  |
| ------ | ---------------- | ---- | ------- |
| Goud   | Bob Mathias      | USA  | WR 7887 |
| Zilver | Milton Campbell  | USA  | 6975    |
| Brons  | Floyd Simmons    | USA  | 6788    |
| 4      | Vladimir Volkov  | URS  | 6674    |
| 5      | Josef Hipp       | GER  | 6449    |
| 6      | Göran Widenfeldt | SWE  | 6388    |
| 7      | Kjell Tännander  | SWE  | 6308    |
| 8      | Friedel Schirmer | GER  | 6118    |

## Dames

### 100 m
| rang   | sporter(s)                     | land | tijd    |
| ------ | ------------------------------ | ---- | ------- |
| Goud   | Marjorie Jackson               | AUS  | WR 11.5 |
| Zilver | Daphne Hasenjäger-Robb         | RSA  | 11.8    |
| Brons  | Shirley Strickland-de la Hunty | AUS  | 11.9    |
| 4      | Winsome Cripps                 | AUS  | 11.9    |
| 5      | Maria Sander                   | GER  | 12.0    |
| 6      | Mae Faggs                      | USA  | 12.1    |

### 200 m
| rang   | sporter(s)             | land | tijd    |
| ------ | ---------------------- | ---- | ------- |
| Goud   | Marjorie Jackson       | AUS  | OR 23.7 |
| Zilver | Puck Brouwer           | NED  | 24.2    |
| Brons  | Nadeshda Sjnykina      | URS  | 24.2    |
| 4      | Winsome Cripps         | AUS  | 24.2    |
| 5      | Helga Klein            | GER  | 24.6    |
| 6      | Daphne Hasenjäger-Robb | RSA  | 24.6    |

### 80 m horden
| rang   | sporter(s)                     | land | tijd    |
| ------ | ------------------------------ | ---- | ------- |
| Goud   | Shirley Strickland-de la Hunty | AUS  | WR 10.9 |
| Zilver | Maria Goloebnitshaja           | URS  | 11.1    |
| Brons  | Maria Sander                   | GER  | 11.1    |
| 4      | Anneliese Seonbuchner          | GER  | 11.2    |
| 5      | Jean Desforges                 | GBR  | 11.6    |
|        | Fanny Blankers-Koen            | NED  | DNF     |

### 4x100 m estafette
| rang   | sporter(s)                                                                   | land | tijd    |
| ------ | ---------------------------------------------------------------------------- | ---- | ------- |
| Goud   | Mae Faggs Barbara Jones Janet Moreau Catherine Hardy                         | USA  | WR 45.9 |
| Zilver | Ursula Knab Maria Sander Helga Klein Marga Petersen                          | GER  | WR 45.9 |
| Brons  | Sylvia Cheeseman June Foulds Jean Desforges Heather Armitage                 | GBR  | 46.2    |
| 4      | Irina Toerova Jevgenia Setshenova Nadeshda Sjnykina Vera Kalasjnikova        | URS  | 46.3    |
| 5      | Shirley Strickland-de la Hunty Verna Johnson Winsome Cripps Marjorie Jackson | AUS  | 46.6    |
| 6      | Gré de Jongh Puck Brouwer Nel Büch Wil Lust                                  | NED  | 47.8    |

### hoogspringen
| rang   | sporter(s)           | land | hoogte |
| ------ | -------------------- | ---- | ------ |
| Goud   | Esther Brand         | RSA  | 1.67 m |
| Zilver | Sheila Lerwill       | GBR  | 1.65 m |
| Brons  | Aleksandra Tsjoedina | URS  | 1.63 m |
| 4      | Thelma Hopkins       | GBR  | 1.58 m |
| 5      | Olga Modrachová      | TCH  | 1.58 m |
| 6      | Feodora Schenk       | AUT  | 1.58 m |
| 7      | Nina Kossova         | URS  | 1.58 m |
| 7      | Dorothy Tyler        | GBR  | 1.58 m |

### verspringen
| rang   | sporter(s)           | land | hoogte    |
| ------ | -------------------- | ---- | --------- |
| Goud   | Yvette Williams      | NZL  | OR 6.24 m |
| Zilver | Aleksandra Tsjoedina | URS  | 6.14 m    |
| Brons  | Shirley Cawley       | GBR  | 5.90 m    |
| 4      | Irmgard Schmeltzer   | GER  | 5.90 m    |
| 5      | Wil Lust             | NED  | 5.81 m    |
| 6      | Nina Tjoerkina       | URS  | 5.81 m    |
| 7      | Mabel Landru         | USA  | 5.75 m    |
| 8      | Verna Johnson        | AUS  | 5.74 m    |

### kogelstoten
| rang   | sporter(s)          | land | afstand    |
| ------ | ------------------- | ---- | ---------- |
| Goud   | Galina Zybina       | URS  | WR 15.28 m |
| Zilver | Marianne Werner     | GER  | 14.57 m    |
| Brons  | Klavdija Totsjenova | URS  | 14.50 m    |
| 4      | Tamara Tysjkevitsj  | URS  | 14.42 m    |
| 5      | Gertrud Kille       | GER  | 13.84 m    |
| 6      | Yvette Williams     | NZL  | 13.35 m    |
| 7      | Maria Radosaljević  | YUG  | 13.30 m    |
| 8      | Meeri Saari         | FIN  | 13.02 m    |

### discuswerpen
| rang   | sporter(s)             | land | afstand    |
| ------ | ---------------------- | ---- | ---------- |
| Goud   | Nina Romasjkova        | URS  | OR 51.42 m |
| Zilver | Jelizaveta Bagrjanzeva | URS  | 47.08 m    |
| Brons  | Nina Doembadse         | URS  | 46.29 m    |
| 4      | Toyoko Yoshino         | JPN  | 43.81 m    |
| 5      | Charlotte Haidegger    | AUT  | 43.49 m    |
| 6      | Lia Manoliu            | ROU  | 42.65 m    |
| 7      | Ingeborg Pfüller       | ARG  | 41.73 m    |
| 8      | Dezsöné Józsa          | HUN  | 41.61 m    |

### speerwerpen
| rang   | sporter(s)           | land | afstand    |
| ------ | -------------------- | ---- | ---------- |
| Goud   | Dana Zátopková       | TCH  | OR 50.47 m |
| Zilver | Aleksandra Tsjoedina | URS  | 50.01 m    |
| Brons  | Jelena Gortsjakova   | URS  | 49.76 m    |
| 4      | Galina Zybina        | URS  | 48.35 m    |
| 5      | Lilly Kelsby         | DEN  | 46.23 m    |
| 6      | Marlies Müller       | GER  | 44.37 m    |
| 7      | Maria Ciach          | POL  | 44.31 m    |
| 8      | Jutta Krüger         | GER  | 44.30 m    |

## Medaillespiegel
| rang   | land              | goud | zilver | brons | totaal |
| ------ | ----------------- | ---- | ------ | ----- | ------ |
| 1      | Verenigde Staten  | 15   | 10     | 6     | 31     |
| 2      | Tsjecho-Slowakije | 4    | 1      | 0     | 5      |
| 3      | Australië         | 3    | 0      | 1     | 4      |
| 4      | Sovjet-Unie       | 2    | 8      | 7     | 17     |
| 5      | Jamaica           | 2    | 3      | 0     | 5      |
| 6      | Italië            | 1    | 1      | 0     | 2      |
| 6      | Zuid-Afrika       | 1    | 1      | 0     | 2      |
| 8      | Hongarije         | 1    | 0      | 4     | 5      |
| 9      | Zweden            | 1    | 0      | 2     | 3      |
| 10     | Brazilië          | 1    | 0      | 1     | 2      |
| 10     | Nieuw-Zeeland     | 1    | 0      | 1     | 2      |
| 12     | Luxemburg         | 1    | 0      | 0     | 1      |
| 13     | Duitsland         | 0    | 3      | 5     | 8      |
| 14     | Frankrijk         | 0    | 2      | 0     | 2      |
| 15     | Groot-Brittannië  | 0    | 1      | 4     | 5      |
| 16     | Argentinië        | 0    | 1      | 0     | 1      |
| 16     | Nederland         | 0    | 1      | 0     | 1      |
| 16     | Zwitserland       | 0    | 1      | 0     | 1      |
| 19     | Finland           | 0    | 0      | 1     | 1      |
| 19     | Venezuela         | 0    | 0      | 1     | 1      |
| totaal | totaal            | 33   | 33     | 33    | 99     |